# جيسي ماي روبنسون
جيسي ماي روبنسون (بالإنجليزية: Jessie Mae Robinson)‏ هي ملحنة وكاتبة غنائية أمريكية، ولدت في 1 أكتوبر 1919 في Call, Texas ‏ في الولايات المتحدة، وتوفيت في 26 أكتوبر 1966 في لوس أنجلوس في الولايات المتحدة.

## وصلات خارجية
- جيسي ماي روبنسون على موقع ميوزك برينز (الإنجليزية)
- جيسي ماي روبنسون على موقع قاعدة بيانات برودواي على الإنترنت (الإنجليزية)
- جيسي ماي روبنسون على موقع ديسكوغز (الإنجليزية)